# Romsauer Lajos (matematikus)
Romsauer Lajos (Malacka, 1879. augusztus 23. – Budapest, 1952. május 12.) matematikus, műegyetemi tanár. Romsauer Lajos pszichiáter nagyapja.[forrás?]

## Életútja
Romsauer Lipót és Schlemmer Berta fia. Pozsonyban végezte a középiskolát. A budapesti műegyetemen tanult, 1902-ben kapott középiskolai tanári oklevelet, Sárospatakon kezdett tanítani, majd 1908-ban doktorált matematikából, asztronómiából és filozófiából. 1909-ben megkapta a magántanári képesítést a műegyetemen. 1903 és 1921 között tanársegédként dolgozott, ezután meghívott előadó volt, majd nyilvános rendkívüli és helyettes tanár, 1924 és 1945 között pedig nyilvános rendes tanár volt a műegyetem ábrázoló geometria tanszékén. Több tankönyve jelent meg az ábrázoló geometria tárgykörében. Halálát tüdőgyulladás, agyérelmeszesedés, agyvérzés okozta. Felesége Passuth Janka (1881–1961) volt.